# 港人避風港計劃
港人避風港計劃，又稱加拿大救生艇計劃，是加拿大聯邦政府針對《港區國安法》後香港局勢所實施的移民措施，主要是放寬對香港人的工作許可，以及其後的移民申請。計劃在2021年2月8日啟動，並於2023年2月起宣佈延展計劃。其中開放式工作簽證計劃于2025年2月7日截止。

## 背景
2019年反對逃犯條例修訂草案運動後，《港區國安法》在2020年6月出台。英國政府推出了英國國民（海外）平權，讓1997年7月1日前出生並持有英國國民（海外）護照的港人，得以有條件過渡成為英籍。加拿大、澳洲及美國等其它五眼聯盟國家的國會或政府亦表態會考慮提供避風港政策以保護香港人。
截至2025年，除阿富汗、烏克蘭、蘇丹及巴勒斯坦加沙地帶外，香港是唯一非因武裝衝突而獲納入於「人道及恩恤類別」移民措施的地區，也是首個獲特殊移民措施的發達地區。

## 相關規定
港人避風港計劃在2021年2月8日至2026年8月31日期間接受申請，而當中的開放式工作簽證原訂於2022年2月7日截止。香港居民在申請遞交前過去5年在加拿大獲得大專文憑或大學學位，或者在其它國家或地區取得相等程度學位的香港居民，即可申請加拿大3年工作簽證，以獲得途徑過渡為永久居民。合資格港人的家庭成員，亦可以申請工作及學生簽證。此政策同時適用於持有英國國民（海外）護照或中華人民共和國香港特別行政區護照的香港居民。
而按照2023年2月公佈的延展安排，計劃適用範圍擴大至過去10年大專畢業人士。。

## 延伸計劃
加拿大移民部部長马尔科·门迪奇诺表示，另有延伸計劃會在2021年底公佈詳情：
- 在加拿大至少1年工作經驗，並符合語言和教育標準的香港居民，可以申請永久居留
- 在加拿大大專院校畢業的香港居民，可以直接申請永久居留權
- 逃到另一國家有遭受風險的香港居民，可以申請加拿大現有安置計劃

## 外部連結
- Government of Canada: Temporary public policy to exempt certain Hong Kong residents from work permit requirements（页面存档备份，存于）
- Government of Canada: Canada Launches Hong Kong Pathway that will Attract Recent Graduates and Skilled Workers with Faster Permanent Residency（页面存档备份，存于）